# Beatrix Barská

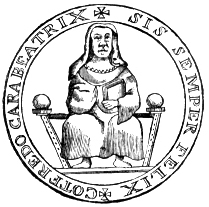
Beatrixina pečeť z roku 1073. V opisu SIS SEMPER FELIX COTFREDO CARA BEATRIX.

Beatrix Barská (cca 1017 – 18. duben 1076) byla toskánská markraběnka a dolnolotrinská vévodkyně, manželka markraběte Bonifáce III. Toskánského a později vévody Gottfrieda III. Dolnolotrinského. Pocházela z Barské dynastie, byla dcerou hornolotrinského vévody a barského hraběte Fridricha II. a jeho ženy Matyldy Švábské.

## Život
Po otcově smrti v roce 1026 se spolu se svou starší sestrou Sofií uchýlila na dvůr své tety, císařovny Gisely Švábské. Na přelomu let 1037/38 se stala druhou ženou Bonifáce III. Toskánského. Po Bonifácově smrti (6. května 1052) se ujala regentské vlády za svého nezletilého syna Fridricha. Roku 1054 se znovu provdala, tentokráte za svého příbuzného, dolnolotrinského vévodu Gottfrieda III. O rok později ji císař Jindřich III. jakožto manželku rebela uvěznil. Ve stejnou dobu zemřel její syn a dědičkou Toskánského markrabství se tak stala Beatricina dcera Matylda, která byla císařem uvězněna rovněž.
Po císařově smrti se Gottfried s jeho nástupcem Jindřichem IV. usmířil a odešel do exilu do Toskánska i s Beatrix a Matyldou. I poté, co Matylda dosáhla plnoletosti, vykonávala Beatrix vládu nad Toskánskem až do své smrti. Dne 29. srpna 1071 založila klášter Frassinoro. Zemřela 18. dubna 1076 v Pize a byla pohřbena v místní katedrále.

## Manželství a potomci
Jejím prvním mužem se na přelomu let 1037/38 stal markrabě Bonifác III. Toskánský, se kterým měla tři děti:
- Beatrix († 17. prosince 1053)
- Fridrich († v červnu 1055) – toskánský markrabě
- Matylda (1046 – 24. července 1115)

Druhé manželství s vévodou Gottfriedem III. Dolnolotrinským bylo bezdětné.